# Pétur Ormslev
Pétur Úlfar Ormslev (Reykjavík, 28 luglio 1958) è un allenatore di calcio ed ex calciatore islandese, di ruolo centrocampista.

## Carriera

### Club
Ha trascorso la sua carriera principalmente nel Fram Reykjavík con cui ha disputato complessivamente 231 incontri segnando 73 reti, fatta eccezione per il quadriennio 1981-1985, in cui ha militato fra le file del Fortuna Düsseldorf.

### Nazionale
Ha esordito con la Nazionale islandese il 26 maggio 1979 disputando l'amichevole persa 3-1 contro la Germania Ovest.
Con la Nazionale irlandese ha disputato in totale 41 incontri ufficiali fra il 1979 ed il 1991, segnando cinque reti.

## Statistiche

### Cronologia presenze e reti in nazionale
| Cronologia completa delle presenze e delle reti in nazionale ― Islanda | Cronologia completa delle presenze e delle reti in nazionale ― Islanda | Cronologia completa delle presenze e delle reti in nazionale ― Islanda | Cronologia completa delle presenze e delle reti in nazionale ― Islanda | Cronologia completa delle presenze e delle reti in nazionale ― Islanda | Cronologia completa delle presenze e delle reti in nazionale ― Islanda | Cronologia completa delle presenze e delle reti in nazionale ― Islanda | Cronologia completa delle presenze e delle reti in nazionale ― Islanda |
| Data                                                                   | Città                                                                  | In casa                                                                | Risultato                                                              | Ospiti                                                                 | Competizione                                                           | Reti                                                                   | Note                                                                   |
| ---------------------------------------------------------------------- | ---------------------------------------------------------------------- | ---------------------------------------------------------------------- | ---------------------------------------------------------------------- | ---------------------------------------------------------------------- | ---------------------------------------------------------------------- | ---------------------------------------------------------------------- | ---------------------------------------------------------------------- |
| 26-5-1979                                                              | Reykjavík                                                              | Islanda                                                                | 1 – 3                                                                  | Germania Ovest                                                         | Amichevole                                                             | -                                                                      | 59’                                                                    |
| 30-6-1980                                                              | Akureyri                                                               | Islanda                                                                | 2 – 1                                                                  | Fær Øer                                                                | Amichevole                                                             | -                                                                      |                                                                        |
| 3-7-1980                                                               | Húsavík                                                                | Groenlandia                                                            | 1 – 4                                                                  | Islanda                                                                | Amichevole                                                             | -                                                                      |                                                                        |
| 14-7-1980                                                              | Oslo                                                                   | Norvegia                                                               | 3 – 1                                                                  | Islanda                                                                | Amichevole                                                             | -                                                                      |                                                                        |
| 17-7-1980                                                              | Halmstad                                                               | Svezia                                                                 | 1 – 1                                                                  | Islanda                                                                | Amichevole                                                             | -                                                                      |                                                                        |
| 3-9-1980                                                               | Reykjavík                                                              | Islanda                                                                | 1 – 2                                                                  | Unione Sovietica                                                       | Qual. Mondiali 1982                                                    | -                                                                      | 26’                                                                    |
| 22-8-1981                                                              | Reykjavík                                                              | Islanda                                                                | 3 – 0                                                                  | Nigeria                                                                | Amichevole                                                             | -                                                                      |                                                                        |
| 26-8-1981                                                              | Copenaghen                                                             | Danimarca                                                              | 3 – 0                                                                  | Islanda                                                                | Amichevole                                                             | -                                                                      | 83’                                                                    |
| 9-9-1981                                                               | Reykjavík                                                              | Islanda                                                                | 2 – 0                                                                  | Turchia                                                                | Qual. Mondiali 1982                                                    | -                                                                      |                                                                        |
| 23-9-1981                                                              | Reykjavík                                                              | Islanda                                                                | 1 – 1                                                                  | Cecoslovacchia                                                         | Qual. Mondiali 1982                                                    | 1                                                                      | 6’ 80’                                                                 |
| 14-10-1981                                                             | Swansea                                                                | Galles                                                                 | 2 – 2                                                                  | Islanda                                                                | Qual. Mondiali 1982                                                    | -                                                                      | 40’                                                                    |
| 2-6-1982                                                               | Reykjavík                                                              | Islanda                                                                | 1 – 1                                                                  | Inghilterra                                                            | Amichevole                                                             | -                                                                      |                                                                        |
| 5-6-1982                                                               | Messina                                                                | Malta                                                                  | 2 – 1                                                                  | Islanda                                                                | Qual. Euro 1984                                                        | -                                                                      |                                                                        |
| 1-9-1982                                                               | Reykjavík                                                              | Islanda                                                                | 1 – 1                                                                  | Paesi Bassi                                                            | Qual. Euro 1984                                                        | -                                                                      |                                                                        |
| 13-10-1982                                                             | Dublino                                                                | Irlanda                                                                | 2 – 0                                                                  | Islanda                                                                | Qual. Euro 1984                                                        | -                                                                      | 43’                                                                    |
| 5-6-1983                                                               | Reykjavík                                                              | Islanda                                                                | 1 – 0                                                                  | Malta                                                                  | Qual. Euro 1984                                                        | -                                                                      |                                                                        |
| 7-9-1983                                                               | Groninga                                                               | Paesi Bassi                                                            | 3 – 0                                                                  | Islanda                                                                | Qual. Euro 1984                                                        | -                                                                      |                                                                        |
| 21-9-1983                                                              | Reykjavík                                                              | Islanda                                                                | 0 – 3                                                                  | Irlanda                                                                | Qual. Euro 1984                                                        | -                                                                      |                                                                        |
| 20-6-1984                                                              | Reykjavík                                                              | Islanda                                                                | 0 – 1                                                                  | Norvegia                                                               | Amichevole                                                             | -                                                                      |                                                                        |
| 11-3-1986                                                              | Manama                                                                 | Bahrein                                                                | 2 – 1                                                                  | Islanda                                                                | Amichevole                                                             | -                                                                      |                                                                        |
| 15-3-1986                                                              | Manama                                                                 | Bahrein                                                                | 0 – 2                                                                  | Islanda                                                                | Amichevole                                                             | -                                                                      | 46’                                                                    |
| 19-3-1986                                                              | Al Kuwait                                                              | Kuwait                                                                 | 1 – 0                                                                  | Islanda                                                                | Amichevole                                                             | -                                                                      |                                                                        |
| 25-5-1986                                                              | Reykjavík                                                              | Islanda                                                                | 1 – 2                                                                  | Irlanda                                                                | Iceland Triangular Tournament                                          | -                                                                      |                                                                        |
| 29-5-1986                                                              | Reykjavík                                                              | Islanda                                                                | 1 – 2                                                                  | Cecoslovacchia                                                         | Iceland Triangular Tournament                                          | -                                                                      | 62’                                                                    |
| 29-10-1986                                                             | Chemnitz                                                               | Germania Est                                                           | 2 – 0                                                                  | Islanda                                                                | Qual. Euro 1988                                                        | -                                                                      | 24’                                                                    |
| 9-9-1987                                                               | Reykjavík                                                              | Islanda                                                                | 2 – 1                                                                  | Norvegia                                                               | Qual. Euro 1988                                                        | 1                                                                      | 60’                                                                    |
| 4-5-1988                                                               | Budapest                                                               | Ungheria                                                               | 3 – 0                                                                  | Islanda                                                                | Amichevole                                                             | -                                                                      |                                                                        |
| 7-8-1988                                                               | Reykjavík                                                              | Islanda                                                                | 2 – 3                                                                  | Bulgaria                                                               | Amichevole                                                             | 2                                                                      | 6’ 17’                                                                 |
| 18-8-1988                                                              | Reykjavík                                                              | Islanda                                                                | 0 – 1                                                                  | Svezia                                                                 | Amichevole                                                             | -                                                                      | 46’                                                                    |
| 31-8-1988                                                              | Reykjavík                                                              | Islanda                                                                | 1 – 1                                                                  | Unione Sovietica                                                       | Qual. Mondiali 1990                                                    | -                                                                      |                                                                        |
| 21-9-1988                                                              | Reykjavík                                                              | Islanda                                                                | 0 – 3                                                                  | Ungheria                                                               | Amichevole                                                             | -                                                                      | 80’                                                                    |
| 28-3-1990                                                              | Esch-sur-Alzette                                                       | Lussemburgo                                                            | 1 – 2                                                                  | Islanda                                                                | Amichevole                                                             | -                                                                      | 79’                                                                    |
| 3-4-1990                                                               | Hamilton                                                               | Bermuda                                                                | 0 – 4                                                                  | Islanda                                                                | Amichevole                                                             | 1                                                                      | 14’                                                                    |
| 8-4-1990                                                               | Saint Louis                                                            | Stati Uniti                                                            | 4 – 1                                                                  | Islanda                                                                | Amichevole                                                             | -                                                                      | 62’                                                                    |
| 30-5-1990                                                              | Reykjavík                                                              | Islanda                                                                | 2 – 0                                                                  | Albania                                                                | Qual. Euro 1992                                                        | -                                                                      |                                                                        |
| 8-8-1990                                                               | Tórshavn                                                               | Fær Øer                                                                | 2 – 3                                                                  | Islanda                                                                | Amichevole                                                             | -                                                                      |                                                                        |
| 5-9-1990                                                               | Reykjavík                                                              | Islanda                                                                | 1 – 2                                                                  | Francia                                                                | Qual. Euro 1992                                                        | -                                                                      | 63’                                                                    |
| 26-9-1990                                                              | Košice                                                                 | Cecoslovacchia                                                         | 1 – 0                                                                  | Islanda                                                                | Qual. Euro 1992                                                        | -                                                                      | 76’                                                                    |
| 10-10-1990                                                             | Siviglia                                                               | Spagna                                                                 | 2 – 1                                                                  | Islanda                                                                | Qual. Euro 1992                                                        | -                                                                      | 70’                                                                    |
| 25-9-1991                                                              | Reykjavík                                                              | Islanda                                                                | 2 – 0                                                                  | Spagna                                                                 | Qual. Euro 1992                                                        | -                                                                      |                                                                        |
| 20-11-1991                                                             | Parigi                                                                 | Francia                                                                | 3 – 1                                                                  | Islanda                                                                | Qual. Euro 1992                                                        | -                                                                      |                                                                        |
| Totale                                                                 |                                                                        | Presenze                                                               | 41                                                                     |                                                                        | Reti                                                                   | 5                                                                      |                                                                        |